# Christoph Friedrich von Schmidlin
Christoph Friedrich Schmidlin, ab 1819 von Schmidlin, (* 25. August 1780 in Stuttgart; † 28. Dezember 1830 ebenda) war Beamter und Innenminister des Königreichs Württemberg.

## Herkunft
Schmidlin entstammte einer altwürttembergischen Theologen- und Beamtenfamilie. Er war der Sohn des Stuttgarter Gymnasialrektors Johann Christoph Schmidlin (* 1745; † 1800) und der Johanna Friederike geb. Hoffmann (* 1756; † 1832), welche die Tochter des Stuttgarter Bürgermeisters Friedrich David Hoffmann (* 1732; † 1784) war.
Friedrich Schmidlin hatte sechs Geschwister, darunter den Regierungsrat Johann Gottlieb Schmidlin (* 1784; † 1862),  den Landtagsabgeordneten Christian Gottfried von Schmidlin (* 1789; † 1862) und den Staatsrat Wilhelm Friedrich von Schmidlin (* 1793; † 1867).

## Leben
Zunächst studierte Schmidlin an der Universität Tübingen ab 1796 drei Semester Theologie und war in dieser Zeit im Tübinger Stift. Danach entschied er sich für das Studium der Rechtswissenschaften, welches er im Herbst 1801 mit dem Zeugnis vorzüglicher Kenntnisse beendete. Er fand Aufnahme in den Kreis der württembergischen Kanzleiadvokaten, welche als Anwälte zur Prozessführung bei der Kanzlei, der obersten Landesbehörde, ermächtigt waren. Als Hofkommissar für die im Pariser Frieden erworbenen Landesteile Neuwürttembergs war er im Auftrag des Herzogs Friedrich II. von November 1802 bis Februar 1803 in der ehemaligen Reichsstadt Weil der Stadt. Sodann erfolgte seine Ernennung zum Oberamtmann des säkularisierten Klosters Schöntal an der Jagst. Als ein Staatsvertrag mit Bayern und Baden die Auflösung des Oberamtsbezirks Schöntal in Aussicht stellte, wurde Schmidlin 1810 nach Freudenstadt versetzt. Die Position des Oberamtmanns von Freudenstadt vertauschte er 1814 gegen die des Oberamtmanns von Urach. Nach dem Tode König Friedrichs zog ihn Staatsrat von Maucler regelmäßig zur Mitwirkung bei der Ausarbeitung der neuen württembergischen Verfassung heran. Im Juni 1818 trat er in die Organisationsvollziehungskommission ein, die sich mit einer neuen Ämterorganisation, insbesondere mit der Trennung von Justiz und Verwaltung, befasste. 
Im November 1818 übernahm Schmidlin offiziell die Stelle eines Oberregierungsrats in Stuttgart. Im Sommer 1819 ernannte ihn König Wilhelm zum Regierungskommissär bei der in Ludwigsburg tagenden konstituierenden Ständeversammlung, die dann 1819 die neue Verfassung des Königreichs verabschiedete. Im ersten Landtag von 1820 war Schmidlin Mitglied der gemeinsamen Kommission von Regierung und Ständen zur Prüfung der Organisationsedikte. Er verstand es, die Verwaltungsedikte des Geheimen Rats in hervorragender Weise im Plenum zu vertreten. Im April 1821 kam die Ernennung zum Staatsrat. Am 29. Juni 1821 wurde er als Nachfolger von Christian Friedrich von Otto Chef des Departements des Innern und des Kirchen- und Schulwesens. Am 27. September 1824 erhielt er in dieser Position den Titel Wirklicher Geheimrat und am 1. Juli 1827 den Titel Minister. 
In seiner Zeit als Leiter des württembergischen Innen- und Kultministeriums setzte er zielgerichtet eine ganze Reihe von Reformen durch, wie zum Beispiel das neue Bürgerrechtsgesetz, die den Zunftzwang aufhebende Gewerbeordnung, zwei die Lehrer und den Haushalt der Universität betreffende Gesetze, das besonders schwer durchzubringende Gesetz für die jüdischen Mitbürger sowie die einheitliche Regelung des katholischen Kirchenwesens. Als 1830 die Nachricht von der französischen Julirevolution von Paris auch nach Süddeutschland ausstrahlte, war Schmidlin schwer erkrankt. Von einem Magenleiden, welches den Minister zu wiederholten Unterbrechungen in seiner Amtsführung zwang, erholte er sich im Herbst 1830 nicht mehr. Nach sieben Wochen Krankenlager verstarb der vom König, den Kollegen und der Bevölkerung hoch geachtete Mann.

## Familie
Schmidlin heiratet am 14. Juli 1803 in Stuttgart Karoline Auguste Enßlin (* 2. Nov. 1780 in Stuttgart; † 1832), die Tochter des Kaufmanns Karl Ludwig Enßlin (* 12. Apr. 1753; † 1784) und der Auguste Friederike Metzler (* 1759 in Stuttgart), welche die Tochter eines Verlagsbuchhändlers war.
Aus der Ehe von Friedrich und Karoline Schmidlin gingen zahlreiche Kinder hervor, welche in der Mehrheit selbst württembergische Beamte und Pfarrer wurden:
- Eduard von Schmidlin (* 1804; † 1869) als Nachfolger Pfizers württ. Kultminister 1848/49, zuletzt Konsistorialpräsident, Personaladel
- Karl Schmidlin (* 1805; † 1847) Pfarrer in Wangen bei Göppingen, dichterisch tätig, Vater des Friedrich von Schmidlin
- Franz Schmidlin (* 1806; † 1875) Pfarrer in Uhlbach bei Cannstatt
- Adolph Schmidlin (* 1806; † 1875) Beamter, Oberamtmann, Oberregierungsrat
- Marie Schmidlin (* 1810; † 1857) Stuttgart, verheiratete Seeger
- Julius Schmidlin (* 1811; † 1881) Beamter, Regierungsdirektor in Ellwangen, Biograph seines Vaters
- Julie Schmidlin († 1840) seit 1834 verheiratet mit Pfarrer Karl Wolff (* 1803; † 1869) in Beinstein
- Otto Schmidlin (* 1815; † 1844) Pfarrer, verheiratet seit 1842 mit Karoline Luise Faber, Vater des Albert von Schmidlin
- Albert Schmidlin (* 1816; † 1870) Oberzollinspektor in Mannheim

## Ehrungen
- 1819 Ritterkreuz des Ordens der Württembergischen Krone. Damit war der württembergische personengebundene Adelsstand verbunden.
- 1823 Kommenturkreuz des Ordens der Württembergischen Krone.
- 1830 Ritterkreuz des Friedrichs-Ordens